# Каролина, Юрих
Юрих Каролина (нидерл. Jurich Carolina; род. 15 июля 1998 года, Виллемстад, Нидерландские Антильские острова) — кюрасаоский футболист, защитник боснийского клуба «Борац» и сборной Кюрасао.

## Клубная карьера
Каролина — воспитанник клубов «Фортуна», АЗ и ПСВ. 10 августа 2015 года в поединке против «Гоу Эхед Иглз» Юрих дебютировал в Эрстедивизи, за дубль последних.
В июне 2018 года перешёл в НАК Бреда, подписав с клубом трёхлетний контракт. 29 сентября в матче против ПСВ он дебютировал в Эредивизи.
В феврале 2020 года перешёл в польский «Стомиль».
17 июня 2021 года подписал трёхлетний контракт с польским клубом «Медзь».

## Международная карьера
В 2016 году Каролина в составе юношеской сборной Нидерландов принял участие в юношеском чемпионате Европы в Германии. На турнире он сыграл в матчах против Германии и Франции. В 2017 году Юрих во второй раз принял участие в юношеском чемпионате Европы в Грузии. На турнире он сыграл в матчах против команд Германии, Англии, Болгарии и Португалии.
В 2018 году Каролина принял решение выступать за историческую родину. 24 марта в товарищеском матче против сборной Боливии он дебютировал за сборную Кюрасао.
В 2019 году Каролина в составе сборной Кюрасао участвовал в Золотом кубке КОНКАКАФ.